# Communauté de communes du Bonnevalais
La communauté de communes du Bonnevalais est une communauté de communes française, située dans le département d'Eure-et-Loir et la région Centre-Val de Loire.

## Historique
Elle est créée le 5 décembre 2002 par vingt-et-une communes.
Le 1er janvier 2018, Meslay-le-Vidame et Vitray-en-Beauce rejoignent la communauté d'agglomération Chartres Métropole. À la même date, Dangeau (ancienne commune) fusionne avec Bullou et Mézières-au-Perche, qui font partie de la communauté de communes du Grand Châteaudun, pour constituer la commune nouvelle de Dangeau. Celle-ci adhère à la communauté de communes du Bonnevalais. 

## Territoire communautaire

### Géographie
Située au sud du département d'Eure-et-Loir, la communauté de communes du Bonnevalais regroupe 19 communes et présente une superficie de 339,4 km2.

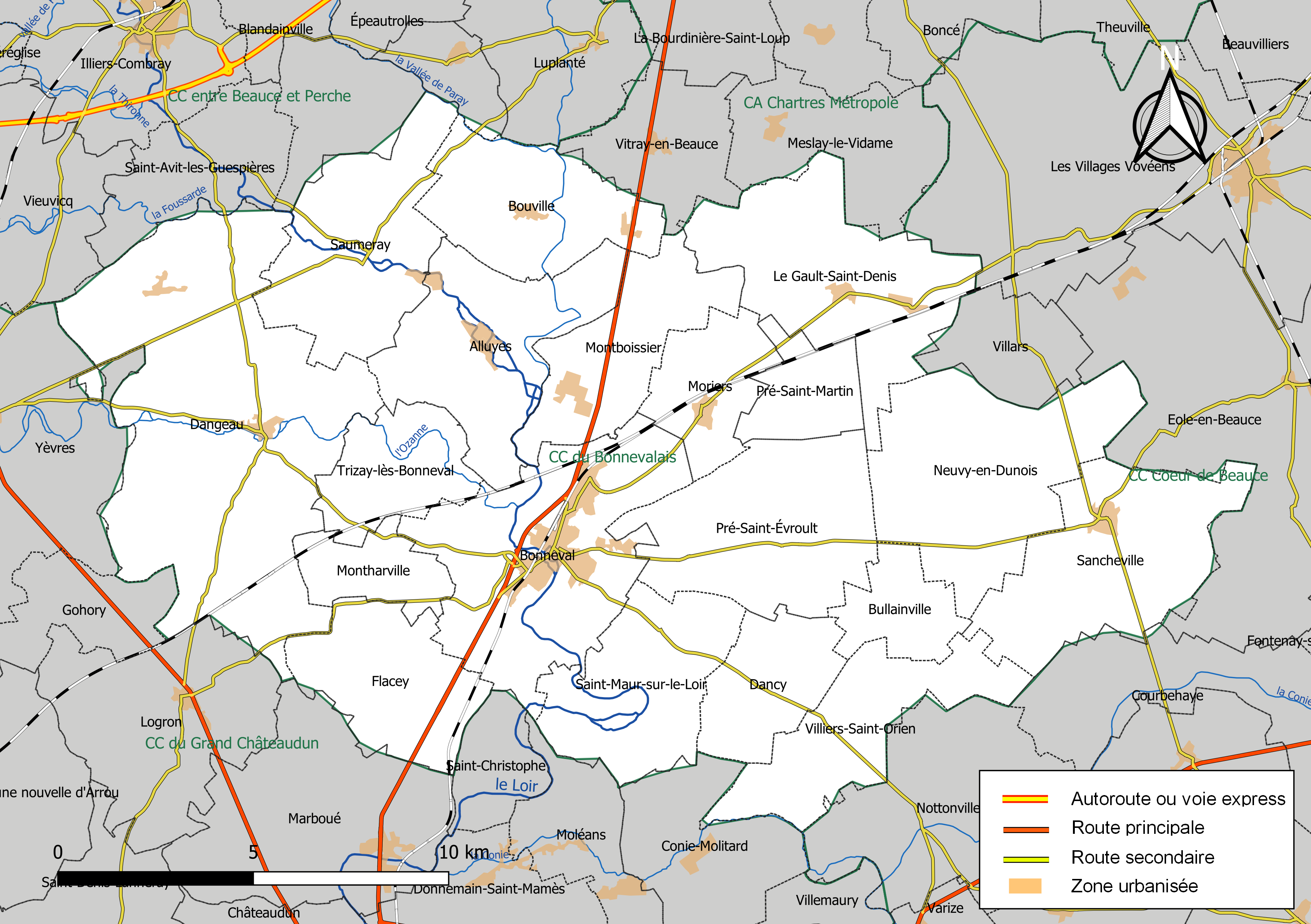
Carte de la communauté de communes du Bonnevalais au 1er janvier 2019.

### Composition

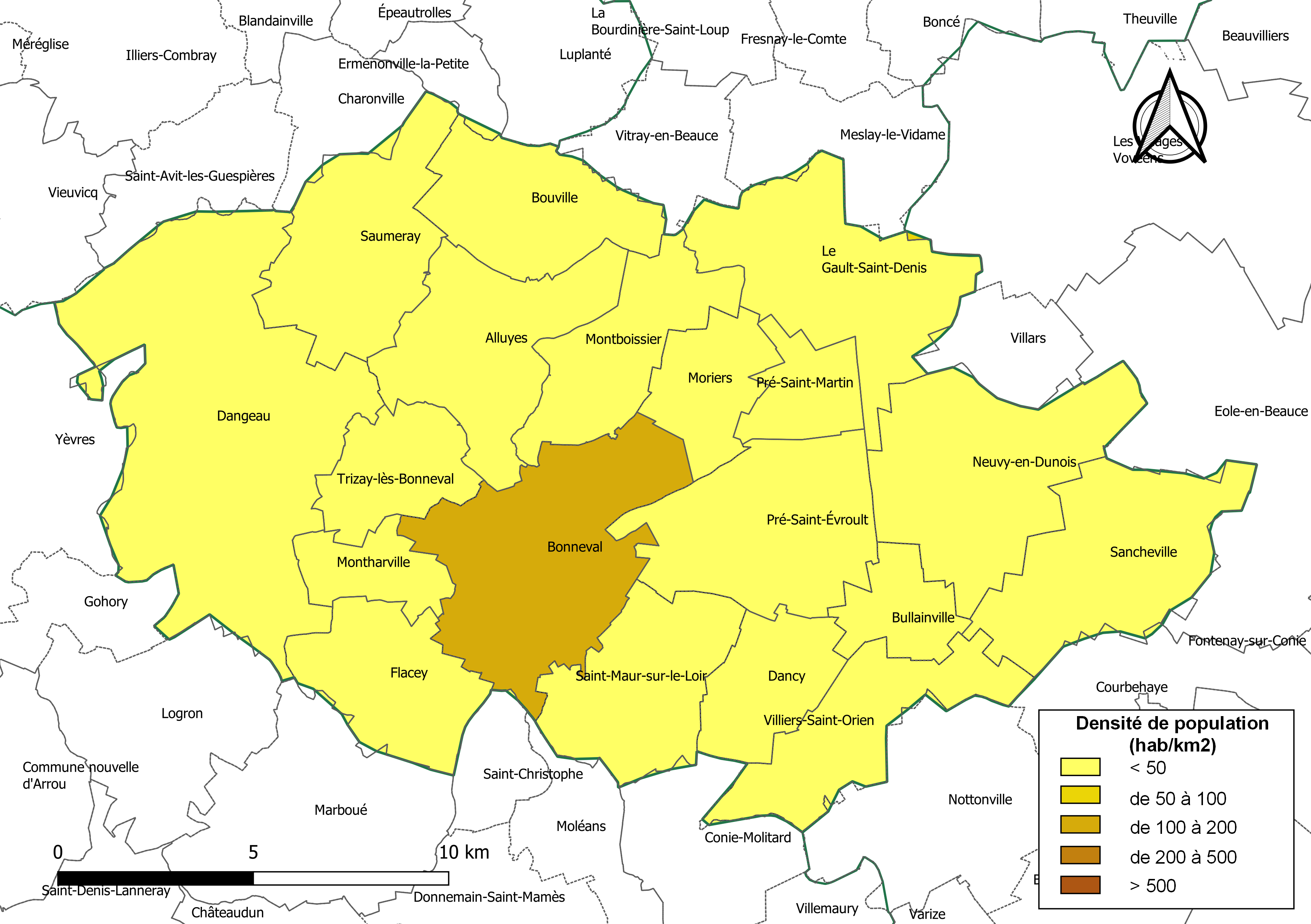
Carte des densités de population (millésimée 2016) des communes de la communauté de communes du Bonnevalais. Composition en communes au 1er janvier 2019.

La communauté de communes est composée des 19 communes suivantes :

| Nom                    | Code Insee | Gentilé        | Superficie (km2) | Population (dernière pop. légale) | Densité (hab./km2) |
| ---------------------- | ---------- | -------------- | ---------------- | --------------------------------- | ------------------ |
| Bonneval (siège)       | 28051      | Bonnevalains   | 28,78            | 4 890 (2022)                      | 170                |
| Alluyes                | 28005      | Avallosiens    | 19,58            | 758 (2022)                        | 39                 |
| Bouville               | 28057      | Bouvillons     | 15,65            | 553 (2022)                        | 35                 |
| Bullainville           | 28065      | Bullainvillois | 6,66             | 111 (2022)                        | 17                 |
| Dancy                  | 28126      |                | 9,9              | 204 (2022)                        | 21                 |
| Dangeau                | 28127      |                | 54,88            | 1 260 (2022)                      | 23                 |
| Flacey                 | 28153      |                | 13,99            | 212 (2022)                        | 15                 |
| Le Gault-Saint-Denis   | 28176      | Gaulois        | 23,35            | 674 (2022)                        | 29                 |
| Montboissier           | 28259      |                | 13,94            | 348 (2022)                        | 25                 |
| Montharville           | 28260      | Montharvillois | 6,34             | 103 (2022)                        | 16                 |
| Moriers                | 28270      |                | 9,03             | 223 (2022)                        | 25                 |
| Neuvy-en-Dunois        | 28277      |                | 25,87            | 305 (2022)                        | 12                 |
| Pré-Saint-Évroult      | 28305      | Évroultiens    | 21,55            | 286 (2022)                        | 13                 |
| Pré-Saint-Martin       | 28306      | Présiens       | 7,25             | 176 (2022)                        | 24                 |
| Saint-Maur-sur-le-Loir | 28353      | Saint-Mauriens | 16,54            | 405 (2022)                        | 24                 |
| Sancheville            | 28364      | Sanchevillois  | 21,77            | 748 (2022)                        | 34                 |
| Saumeray               | 28370      | Salméridiens   | 19,46            | 467 (2022)                        | 24                 |
| Trizay-lès-Bonneval    | 28396      |                | 9,77             | 318 (2022)                        | 33                 |
| Villiers-Saint-Orien   | 28418      |                | 15,11            | 162 (2022)                        | 11                 |

### Démographie
| 1968   | 1975   | 1982   | 1990   | 1999   | 2008   | 2013   | 2019   |
| ------ | ------ | ------ | ------ | ------ | ------ | ------ | ------ |
| 12 004 | 11 374 | 11 002 | 10 578 | 10 577 | 11 583 | 12 350 | 12 247 |

## Administration

### Siège
Le siège de la communauté de communes est situé à Bonneval.

### Les élus
La communauté de communes est gérée par un conseil communautaire composé de 46 membres représentant chacune des communes membres et élus pour une durée de six ans.
Ils sont répartis comme suit :
| Nombre de délégués | Communes                                   |
| ------------------ | ------------------------------------------ |
| 16                 | Bonneval                                   |
| 4                  | Dangeau                                    |
| 3                  | Alluyes, Le Gault-Saint-Denis, Sancheville |
| 2                  | Bouville, Saint-Maur-sur-le-Loir, Saumeray |
| 1 (+ 1 suppléant)  | les 11 autres communes                     |

### Présidence
Le président de la communauté de communes est Joël Billard, ancien maire de Bonneval.
| Période                                  | Période  | Identité     | Étiquette | Qualité                         |
| ---------------------------------------- | -------- | ------------ | --------- | ------------------------------- |
| Les données manquantes sont à compléter. |          |              |           |                                 |
| ?                                        | En cours | Joël Billard | DVD       | Maire de Bonneval (1995 → 2023) |

### Compétences
- Aménagement de l'espace
  - Création et réalisation de zone d'aménagement concerté (ZAC) (à titre obligatoire)
  - Schéma de cohérence territoriale (SCOT) (à titre obligatoire)
- Autres - Technologies de l'information et de la communication (Internet, câble...) (à titre facultatif)
- Développement et aménagement économique
  - Action de développement économique (Soutien des activités industrielles, commerciales ou de l'emploi, soutien des activités agricoles et forestières...) (à titre obligatoire)
  - Création, aménagement, entretien et gestion de zone d'activités industrielle, commerciale, tertiaire, artisanale ou touristique (à titre obligatoire)
- Développement et aménagement social et culturel
  - Activités périscolaires (à titre facultatif)
  - Construction ou aménagement, entretien, gestion d'équipements ou d'établissements culturels, socioculturels, socioéducatifs, sportifs (à titre optionnel)
  - Établissements scolaires (à titre optionnel)
  - Transport scolaire (à titre facultatif)
- Environnement
  - Assainissement collectif (à titre facultatif)
  - Collecte et traitement des déchets des ménages et déchets assimilés (à titre optionnel)
- Logement et habitat
  - Opération programmée d'amélioration de l'habitat (OPAH) (à titre optionnel)
  - Politique du logement social (à titre optionnel)

### Régime fiscal et budget
Le régime fiscal de la communauté de communes est la fiscalité professionnelle unique (FPU).